# Tomáš Nosek
Tomáš Nosek, född 1 september 1992 i Pardubice i Tjeckoslovakien, är en tjeckisk professionell ishockeyforward som är spelar för Florida Panthers i NHL.
Han har tidigare spelat för Detroit Red Wings, Vegas Golden Knights, Boston Bruins och New Jersey Devils i NHL; HC Pardubice i Extraliga samt Grand Rapids Griffins i AHL
Nosek blev aldrig NHL-draftad. Den 21 juni 2017 blev han draftad av Vegas Golden Knights i NHL:s expansionsdraft 2017.
Han har vunnit en Calder Cup med Grand Rapids Griffins för 2017. Nosek vann också Stanley Cup för säsongen 2024–2025.

## Statistik
| 2010–2011        | HC Chrudim                   | 1. chl           | 14  | 1  | 8  | 9   | 0   | —  | —  | —  | —  | —  |
| 2011–2012        | HC Pardubice                 | Extraliga        | 27  | 0  | 4  | 4   | 2   | —  | —  | —  | —  | —  |
|                  | HC Hradec Králové            | 1. chl           | 5   | 2  | 0  | 2   | 0   | 3  | 0  | 0  | 0  | 0  |
| 2012–2013        | HC Pardubice                 | Extraliga        | 50  | 5  | 9  | 14  | 20  | 3  | 1  | 1  | 2  | 2  |
|                  | Královští lvi Hradec Králové | 1. chl           | 5   | 4  | 1  | 5   | 2   | —  | —  | —  | —  | —  |
| 2013–2014        | HC Pardubice                 | Extraliga        | 52  | 19 | 25 | 44  | 36  | 10 | 3  | 3  | 6  | 44 |
| 2014–2015        | Grand Rapids Griffins        | AHL              | 55  | 11 | 23 | 34  | 22  | 12 | 2  | 5  | 7  | 4  |
| 2015–2016        | Detroit Red Wings            | NHL              | 6   | 0  | 0  | 0   | 2   | —  | —  | —  | —  | —  |
|                  | Grand Rapids Griffins        | AHL              | 70  | 15 | 15 | 30  | 42  | 9  | 1  | 0  | 1  | 6  |
| 2016–2017        | Detroit Red Wings            | NHL              | 11  | 1  | 0  | 1   | 2   | —  | —  | —  | —  | —  |
|                  | Grand Rapids Griffins        | AHL              | 51  | 15 | 26 | 41  | 33  | 19 | 10 | 12 | 22 | 18 |
| 2017–2018        | Vegas Golden Knights         | NHL              | 67  | 7  | 8  | 15  | 41  | 17 | 4  | 2  | 6  | 8  |
| 2018–2019        | Vegas Golden Knights         | NHL              | 68  | 8  | 9  | 17  | 18  | 7  | 0  | 0  | 0  | 14 |
| 2019–2020        | Vegas Golden Knights         | NHL              | 67  | 8  | 7  | 15  | 20  | 8  | 2  | 1  | 3  | 2  |
| 2020–2021        | Vegas Golden Knights         | NHL              | 38  | 8  | 10 | 18  | 10  | 6  | 0  | 1  | 1  | 4  |
| 2021–2022        | Boston Bruins                | NHL              | 75  | 3  | 14 | 17  | 32  | 7  | 0  | 2  | 2  | 0  |
| 2022–2023        | Boston Bruins                | NHL              | 66  | 7  | 11 | 18  | 48  | 7  | 0  | 2  | 2  | 0  |
| 2023–2024        | New Jersey Devils            | NHL              | 36  | 2  | 4  | 6   | 6   | —  | —  | —  | —  | —  |
| 2024–2025        | Florida Panthers             | NHL              | 59  | 1  | 8  | 9   | 10  | 16 | 0  | 3  | 3  | 4  |
| NHL totalt       | NHL totalt                   | NHL totalt       | 493 | 45 | 71 | 116 | 162 | 68 | 6  | 11 | 17 | 32 |
| Extraliga totalt | Extraliga totalt             | Extraliga totalt | 129 | 24 | 38 | 62  | 58  | 13 | 4  | 4  | 8  | 46 |
| AHL totalt       | AHL totalt                   | AHL totalt       | 176 | 41 | 64 | 105 | 97  | 40 | 13 | 17 | 30 | 28 |

### Internationellt
| Källa: Uppdaterad: 2023-01-15 | Källa: Uppdaterad: 2023-01-15 | Källa: Uppdaterad: 2023-01-15 |         | Utv = Utvisningsminuter | Utv = Utvisningsminuter | Utv = Utvisningsminuter | Utv = Utvisningsminuter | Utv = Utvisningsminuter |
| År                            | Lag                           | Mästerskap                    | Matcher | Mål                     | Assists                 | Poäng                   | Utv                     |                         |
| ----------------------------- | ----------------------------- | ----------------------------- | ------- | ----------------------- | ----------------------- | ----------------------- | ----------------------- | ----------------------- |
| 2012                          | Tjeckien                      | JVM                           | 6       | 0                       | 1                       | 1                       | 2                       |                         |
| Junior totalt                 | Junior totalt                 | Junior totalt                 | 6       | 0                       | 1                       | 1                       | 2                       |                         |